# Daniel Krencker
Daniel Krencker (Andolsheim, 15 luglio 1874 – Berlino, 10 novembre 1941) è stato uno storico dell'architettura e archeologo tedesco.

## Biografia
Krencker ha studiato scienze naturali e matematica  all'Università di Strasburgo, e poi architettura dal 1894 al 1898 presso l'Università tecnica di Berlino. Interessato allo studio di architetture antiche, ha preso parte ad una spedizione in Medio Oriente con Otto Puchstein e Bruno Schulz, tra il 1900 e il 1904, esplorando i siti archeologici di Baalbek e Palmira. Nel 1906 partecipò alla spedizione guidata da Enno Littmann ad Axum in Etiopia, e successivamente prese parte ad alcune esplorazioni in Anatolia, con particolare attenzioni verso il sito di Ḫattuša.
Dal 1912 al 1922 – ad eccezione della parentesi 1914-1918 – fu direttore del dipartimento di architettura di Quedlinburg, divenendo poi professore di storia dell'architettura all'Università tecnica di Berlino. Dal 1922 fu membro dell'Istituto archeologico germanico, mentre dal 1931 ricoprì il ruolo di presidente dell'Istituto scientifico di Alsazia-Lorena, presso l'Università di Francoforte.
Krencker si occupava principalmente della storia dell'architettura romana e tardoantica. Dal 1926 al 1928 studiò insieme a Martin Schede il siti romani di Ankara e Aizanoi, in Turchia, realizzando un'importante relazione sul Monumentum Ancyranum pubblicata nel 1936. Dal 1929 fu incaricato di dirigere gli scavi dei bagni imperiali di Treviri, in Germania. Nel 1939 fece il suo ultimo viaggio, recandosi in Siria per studiare l'antica basilica di San Simeone Stilita.